# Supermag
 (décembre 2022).
Le Supermag est un jouet technique permettant d'assembler des objets avec des éléments modulaires comportant des aimants.
C'est un dérivé (ou un concurrent) du Geomag, formé comme lui de sphères aimantées et de barrettes magnétiques.

## Histoire
Il a été inventé en 1998 par Edoardo Tusacciu de Calangianus, en Sardaigne (Italie).
Il est produit par l'entreprise italienne Plastwood. 